# Myslív
Obec Myslív (německy Mysliw, též Misliw) se nachází v okrese Klatovy, kraj Plzeňský. Žije zde 425 obyvatel.

## Historie
První písemná zmínka o obci pochází z roku 1352.

## Pamětihodnosti
- Kostel Nanebevzetí Panny Marie
- Fara

## Části obce
- Myslív
- Loužná
- Milčice
- Nový Dvůr

Od 1. července 1975 do 31. prosince 1991 k obci patřil i Nehodiv od 30. dubna 1976 do 31. prosince 1991 také Kovčín.

## Galerie

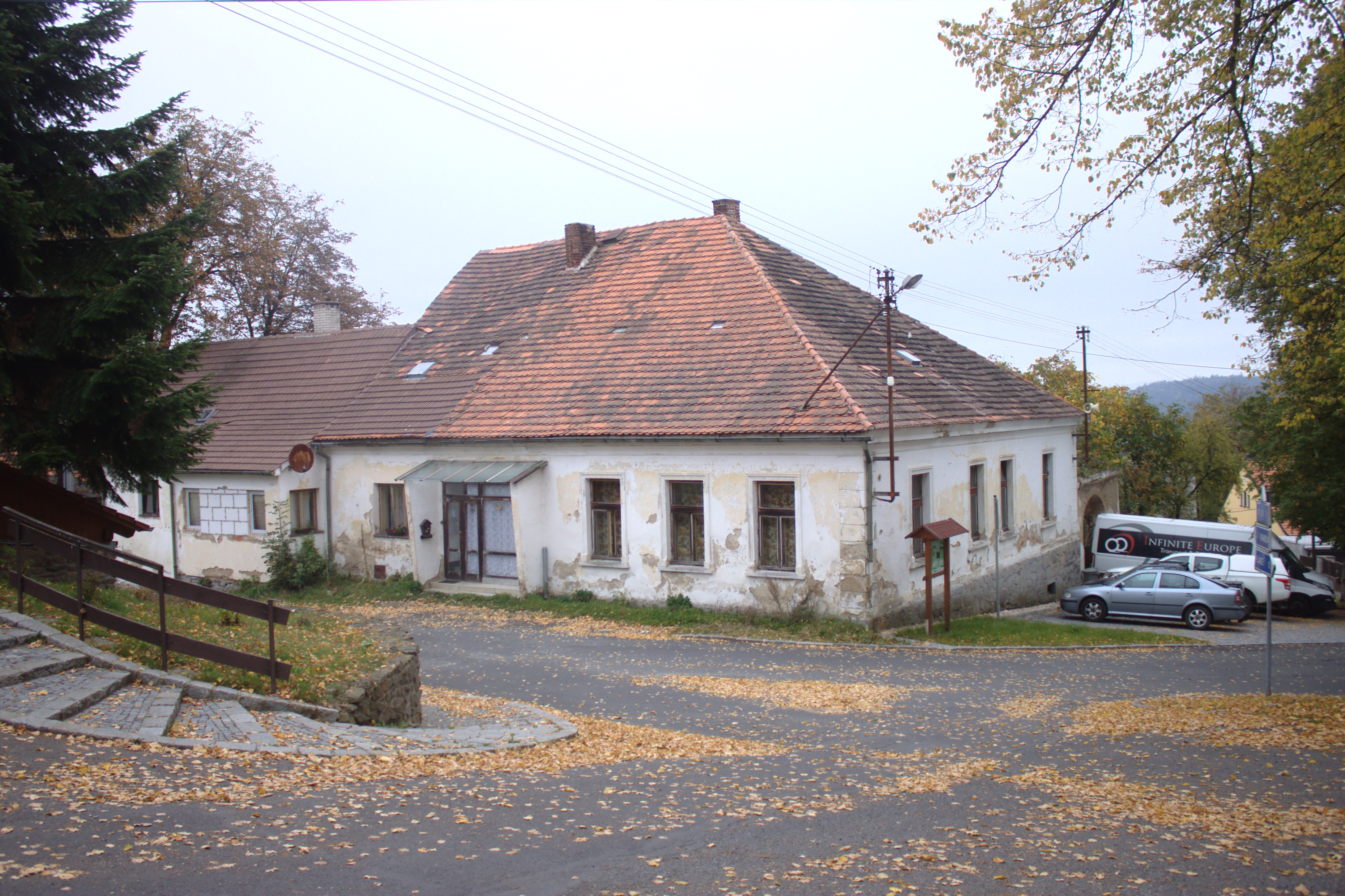
Náves
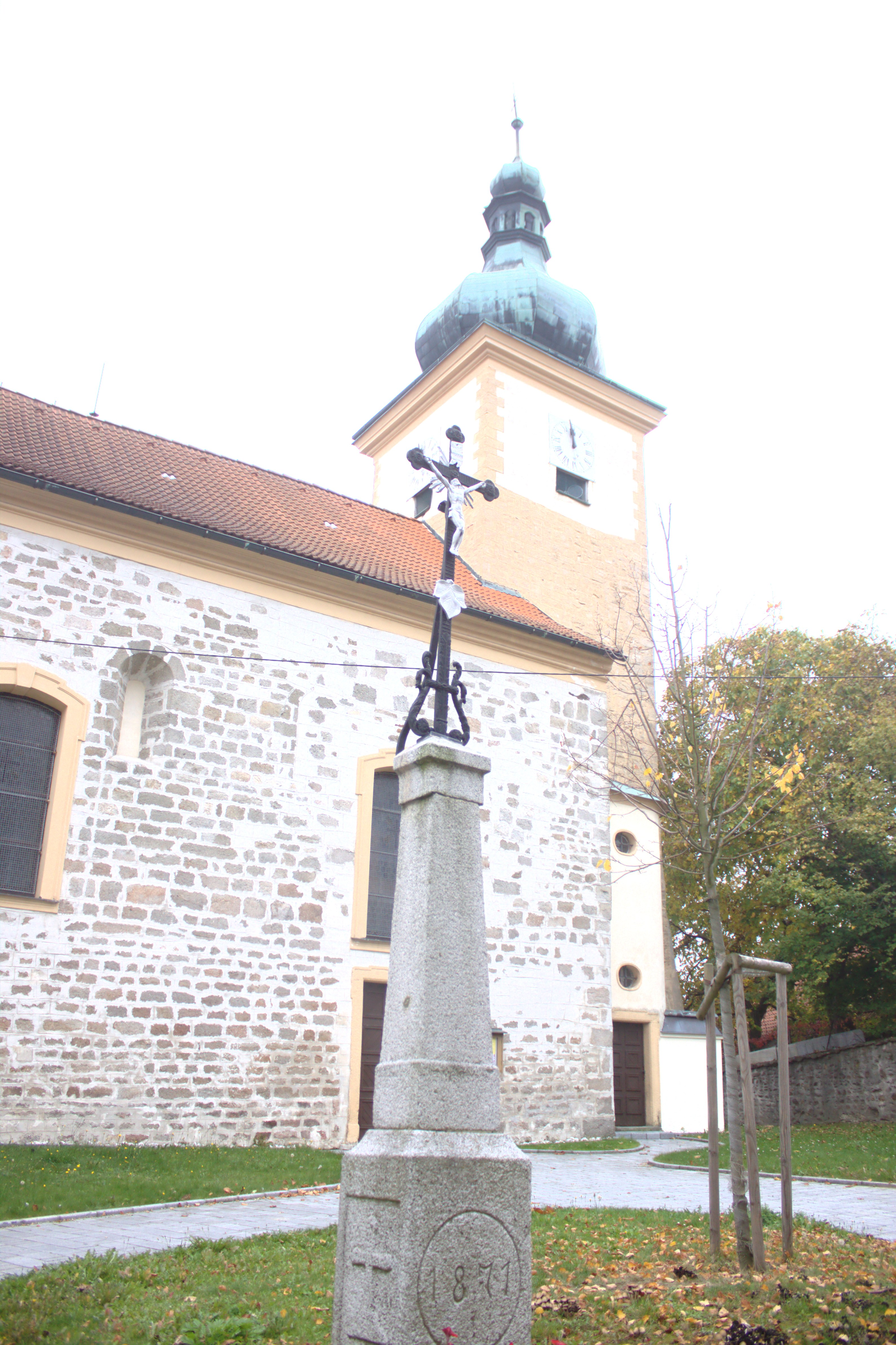
Kříž u kostela
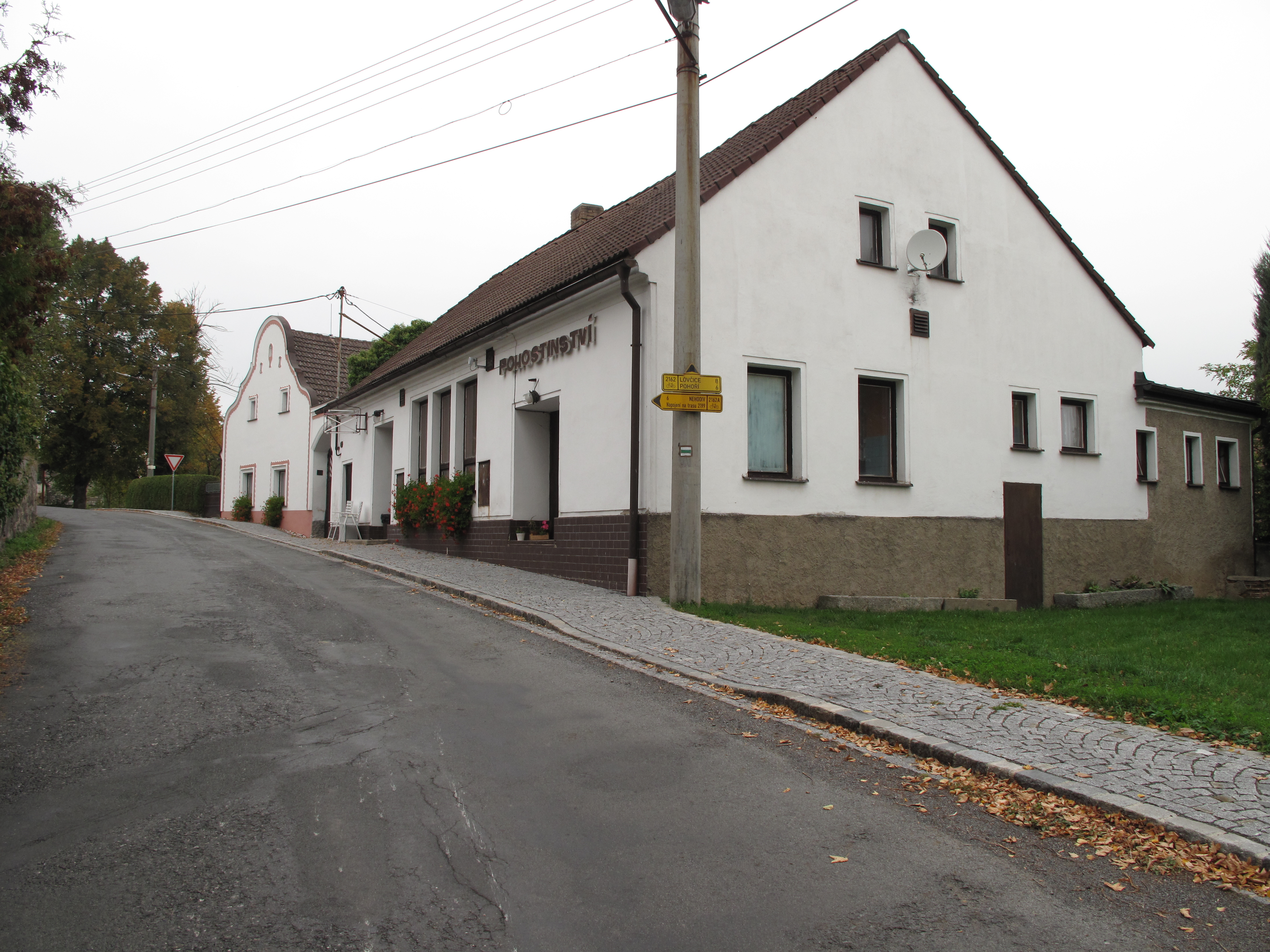
Pohostinství